# Sarah Siegelaar
Sarah Elaine Siegelaar (Heemstede, 4 oktober 1981) is een Nederlands roeister. Ze vertegenwoordigde Nederland tweemaal op de Olympische Spelen en op diverse internationale wedstrijden bij verschillende roeidisciplines.
Op de spelen van 2004 behaalde zij met bij de acht met stuurvrouw een bronzen medaille. Vier jaar later op de Olympische Spelen van Peking vertegenwoordigde ze Nederland voor de tweede maal bij de vrouwenacht. Dit keer werd een zilveren plak in de wacht gesleept.
Siegelaar woont in Amsterdam en ze is lid van de A.S.R. Nereus. Ze is de zus van Olivier Siegelaar die eveneens als roeier aan de Olympische Spelen heeft deelgenomen.

## Titels
- Nederlands kampioene (Acht met stuurman) - 2001, 2003, 2004
- Nederlands kampioene (Twee zonder stuurman) - 2007

## Palmares

### Dubbeltwee
- 2002: 5e WK onder 23 jaar in Genua
- 2004: 8e Wereldbeker in Poznan

### Twee zonder stuurman
- 2008: 4e Wereldbeker in München

### Vier zonder stuurman
- 2003:  Wereldbeker in Luzern
- 2003:  WK in Milaan

### Acht met stuurman
- 2004: 4e Wereldbeker in München
- 2004:  Wereldbeker in Luzern
- 2004:  Olympische Spelen in Athene
- 2007:  Wereldbeker in Linz
- 2007:  Wereldbeker in Amsterdam
- 2007:  Wereldbeker in Luzern
- 2007: 7e WK in München
- 2008: 4e Wereldbeker in München
- 2008: 4e Wereldbeker in Luzern
- 2008:  Olympische Spelen van Peking

Hurnet Dekkers · 
Annemiek de Haan · 
Nienke Hommes · 
Annemarieke van Rumpt · 
Sarah Siegelaar · 
Marlies Smulders · 
Helen Tanger · 
Froukje Wegman · 
Ester Workel (stuurvrouw)
Femke Dekker · 
Annemiek de Haan · 
Nienke Kingma · 
Roline Repelaer van Driel · 
Annemarieke van Rumpt · 
Sarah Siegelaar · 
Marlies Smulders · 
Helen Tanger · 
Ester Workel (stuurvrouw)